# 遠藤好
遠藤 好（えんどう よしみ、1974年12月10日 - ）は、日本の女優。新潟県生まれ。身長161cm、体重56kg。血液型AB型。趣味は映画、散歩。2001年4月1日劇団青年座所属、青年座研究所25期卒。

## 出演

### TV
- アテンションプリーズ （フジテレビ）
- 青野大洋おどる事件帖 （フジテレビ）
- しあわせのシッポ （TBS）
- おらが春 （NHK）

### アテレコ
- オルガミ〜罠（ヘギョン）
- シングルス
- ミッシング
- ザ・パシフィック

### 舞台
- 酒場（2023年11月12日 - 23日、東演パラータ）[3]
- ケエツブロウよ-伊藤野枝ただいま帰省中（2024年5月24日 - 6月2日、紀伊國屋ホール） - キチ 役[4]
- 柿紅葉のころ（2025年9月20日 - 28日〈予定〉、ザ・ポケット）[5]

### CM
- 大正漢方胃腸薬 （大正製薬）